# Tradicijska medicina
Tradicijska medicina predstavlja zbroj znanja, vještina i praksi utemeljenih na teorijama, vjerovanjima i iskustvima specifičnim za određenu kulturu. Ona mogu biti objašnjiva ili ne objašnjiva, a zajednička im je svrha održavanje zdravlja, bilo da se radi o metodama prevencije, dijagnostike, poboljšavanja ili održavanja zdravstvenoga stanja u slučaju fizičke ili mentalne bolesti. Tradicijska medicina često se stavlja u kontrast prema modernoj medicini kao znanosti utemeljenoj na dokazima. Tradicijska medicina nije ni potpuno jednoznačan pojam s onim narodne medicine. Uporabom je pojam narodne medicine postao izraz za opća znanja o praksama liječenja bez konzultiranja sa strukom. Narodna medicina u potpunosti počiva na usmenoj predaji, nema stručnjake, dok tradicijska medicina može izrasti u kompleksan sustav (kakav je na primjer kineska tradicijska medicina) Ako se određena tradicijska medicina koristi u kulturi u kojoj nije izvorno nastala, smatra se dijelom komplementarne ili alternativne medicine.
Obuhvaća medicinske sustave koji su se sustavno razvijali kroz generacije različitih društava prije modernog doba medicine. Tradicijske metode liječenja su primjerice biljne metode, ajurveda, unani, drevna iranska medicina, islamska medicina, tradicijska kineska medicina, akupunktura, muti, Ifa, i druga medicinska znanja sa svih krajeva svijeta. Znanstvena disciplina koja se bavi proučavanjem tradicijske medicine je medicinska antropologija ili etnomedicina.

## Značajke hrvatske tradicijske medicine
Glavnim obilježjem koje tradicijsku medicinu kao medicinski sustav razlikuje od biomedicine smatra se usmenost jer je tradicijska medicina prenošena s generacije na generaciju usmenim putem. Međutim, kroz prijenose su u sustav unošena i znanja iz pismenih izvora i biomedicine. U Hrvatskoj su znanja tradicijske medicine ostala sačuvana u ljekarušama. Tradicijsku su medicinu kroz povijest u najvećoj mjeri proučavali liječnici, tek je u novije doba ona promatrana kao medicinski sustav iz perspektive medicinske antropologije. U 19. stoljeću dogodio se nagao rast medicinske znanosti zbog čega se tradicijska medicina u većoj mjeri udaljila od službene medicine i prešla u domenu narodne medicine. Međutim, neki su dijelovi toga sustava dalje vrednovani i proučavani - liječenje ljekovitim biljem, te narodna kirurgija.

#### Iscjelitelji
Medicinsku su pomoć u prošlosti ljudi u Hrvatskoj tražili od osoba u svojoj neposrednoj okolini koje za to nisu bile stručno osposobljene. Najčešće su to bile starije žene iz mjesta (seoske babe, babe vračare), pripadnici vjerskih institucija (svećenici ili hodže), te brijači i kovači. Među prve poznate iscjelitelje pripadaju vračevi, osobe upućene u okultna znanja i magijske vještine, što su koristili, između ostaloga, i za liječenje. Iz srednjovjekovnih statuta dalmatinskih gradova može se iščitati kako su se vračanjem u to doba bavili podjednako muškarci i žene, a sama je aktivnost nazivana herbaria. Žene koje su se bavile takvim postupcima bile su poznate pod nazivima vještica, višćica, čarobnica, černica, tvarnica, vilenica i sl. U Istri se vjerovalo kako moć liječenja imaju krsnici. Posebnu kategoriju iscjelitelja predstavljali su barbiri, prvenstveno kao osobe koje su se bavile puštanjem krvi (barbirenjem ili šrefanjem). Liječenjem su se u prošlosti bavili i mjesni kovači, rašljari ili radijestezisti, narodni kirurzi, a do modernoga doba zadržali su se namještači kostiju (namikači, ramlači, ravnači, kostolomci).

#### Metode liječenja
Metode kojima su se koristili bile su travarstvo, korištenje ljekovitih pripravaka različitoga podrijetla, izazivanje pobačaja, liječenje povreda kostiju i iščašenja, vađenje kamenaca, operacije mrene, puštanje krvi, vađenje zuba, te vjerske metode liječenja - prinošenje votiva, gatanje, molitve, zapisi, itd.
Lijekovi su najčešće bili biljnoga podrijetla, u različitim oblicima - čaja, svježe iscijeđenoga soka, kuhanih pripravaka, zatim u obliku ulja, umočene u rakiju, ili su se dijelovi biljke stavljali na mjesto na koje bi trebali djelovati. Najčešće korištene biljke u hrvatskoj tradicijskoj medicini bile su abdovina, bazga, bijeli sljez, crni sljez, češnjak, čuvarkuća, divizma, pasja ruža, gavez, gospina trava, hren, kamilica, kadulja, kičica, komorač, kopriva, lipa, majčina dušica, matičnjak, metvica, odoljen, pelin, peršin, rosopas, stolisnik, trputac, itd.
Osim lijekova biljnog podrijetla, korišteni su i lijekovi životinjskog podrijetla (med, masti, mlijeka, sirevi, čitave životinje ili njihovi dijelovi, njihov izmet ili urin). Kao sredstvo liječenja mogle su poslužiti i tvari ljudskoga podrijetla - majčino mlijeko, menstrualna krv, mokraća, izmet, znoj, slina. Korišteni su i lijekovi mineralnoga podrijetla - različito kamenje i kristali, te voda.